# Nachrichtendienst (Windows)
Der Nachrichtendienst ist ein Systemdienst, der Bestandteil der Betriebssysteme der Windows-Familie ist. Er dient dazu, in einem Computernetzwerk kurze Nachrichten zu versenden.
Er basiert auf NetBIOS (heutzutage in der Regel per NBT) und ist nicht mit dem IPv6-Protokoll kompatibel.

## Funktion
Seit Windows NT kann der Nachrichtendienst über das Kommandozeilenprogramm cmd.exe aufgerufen werden. Die Datei, in der der Nachrichtendienst implementiert ist, befindet sich im system32-Ordner (%windir%\system32\) und heißt net.exe. Der Nachrichtendienst ist ab Windows Vista durch das Programm MSG.exe ersetzt.
Das Programm wird über die Eingabeaufforderung bedient. Es erhält als ersten Parameter den Befehl SEND. Daran schließt sich die Bezeichnung des Empfängers bzw. Empfängerkreises der Nachricht an. Direkt im Anschluss wird der Text der zu versendenden Nachricht eingegeben.
Beispiele für mögliche Eingaben:
| Eingabe                                                                                             | bewirkt |
| --------------------------------------------------------------------------------------------------- | --- |
| NET SEND Computername "Ich lese in Wikipedia" NET SEND /DOMAIN:Computername "Ich lese in Wikipedia" | Ausgabe des Textes „Ich lese in Wikipedia“ auf dem Bildschirm des Rechners „Computername“                                |
| NET SEND * "Ich lese in Wikipedia"                                                                  | Ausgabe des Textes „Ich lese in Wikipedia“ auf den Bildschirmen aller verfügbaren Rechner im Netzwerk                    |
| NET SEND 192.168.100.100 "Ich lese in Wikipedia"                                                    | Ausgabe des Textes "Ich lese in Wikipedia" auf dem Bildschirm des Rechners mit der internen IP-Adresse "192.168.100.100" |

Der Nachrichtendienst benutzt die UDP-Ports 135, 137 und 138 sowie die TCP-Ports 135, 139 und 445.
Technisch ist es auch möglich, Nachrichten anonym zu senden. NetSendFaker ist dafür das bekannteste Programm.

## Verwendung
Ursprünglich war der Nachrichtendienst für das Versenden kurzer Mitteilungen in lokalen Netzwerken gedacht. So konnte beispielsweise ein Systemadministrator auch größere Nutzerkreise schnell über Ausfälle oder Wartungsarbeiten informieren.
Da mittlerweile in den meisten Computernetzwerken eine E-Mail-Infrastruktur vorhanden ist, hat der Nachrichtendienst auf diesem Gebiet rapide an Bedeutung verloren.
Der Versand von Nachrichten ist nicht nur in lokalen Netzwerken, sondern auch über das Internet möglich.
Diese Methode wurde in der Vergangenheit jedoch häufig von Spammern als Medium zum Verbreiten eigener Werbung genutzt.
Aus diesem Grund hat Microsoft den Nachrichtendienst in Windows Server 2003 sowie mit dem Service Pack 2 von Windows XP deaktiviert. Über den Service Control Manager kann der Dienst bei Bedarf wieder aktiviert werden.
Für ältere Systeme existieren Anleitungen zum Deaktivieren des Dienstes.
In den Windows-Vista-Versionen Business und Ultimate, sowie in Windows 2008 und Windows 7 wurde der NET SEND-Befehl durch das Programm MSG.exe ersetzt. Die Versionen Home Basic und Home Premium enthalten keinen systemeigenen Nachrichtendienst.